# Luisa Maria di Baden
Elizaveta Alekseevna, nata  Luisa Maria Augusta, principessa di Baden, in russo Елизавета Алексеевна? Elizaveta Alekseevna (Karlsruhe, 24 gennaio 1779 – Belëv, 16 maggio 1826), fu la moglie dell'imperatore Alessandro I di Russia.

## Principessa di Baden
Appartenente al ramo degli Zähringen, fu la terzogenita dei sette figli di Carlo Luigi, principe ereditario di Baden, e Amalia d'Assia-Darmstadt. I suoi nonni erano Carlo Federico, margravio di Baden e Luigi IX, landgravio di Hesse-Darmstadt. Alla nascita era così piccola e debole che i medici temettero seriamente per la sua esistenza.
La principessa Luisa crebbe in un contesto familiare caldo e affettuoso, tanto che rimase in stretta corrispondenza con la madre, che sopravvisse di alcuni anni alla figlia, fino alla sua morte. Al pari del fratello e delle sorelle, ricevette una buona educazione e divenne fluente nel parlare francese. Oltre che le lingue, la principessa studiò la geografia e la storia, i fondamenti della filosofia, la letteratura tedesca e quella mondiale. Dal momento che il nonno, Carlo Federico, non era ricco, la famiglia viveva modestamente. Luisa finì per ripercorrere l'esperienza vissuta dalla madre che, insieme alle sorelle Guglielmina e Luisa, aveva visitato nel 1772 la corte russa, quale ipotetica sposa per il granduca Paolo. Difatti, nel 1790, l'imperatrice Caterina II di Russia, desiderosa di trovare una sposa tedesca per il nipote Alessandro, inviò a Karlsruhe Nikolaj Rumjancev al fine di valutare una possibile candidata tra Luisa e la sorella Federica, all'epoca rispettivamente di 11 e 9 anni. Oltre che all'aspetto esteriore, l'imperatrice era interessata all'educazione, alla moralità ed alle doti spirituali delle principesse. L'inviato, dopo due anni di attenta, ancorché discreta osservazione, optò per Luisa. L'imperatrice decise allora d'invitare in Russia Luisa e Federica, accompagnate dalla madre. Ma Amelia preferì sottrarsi ad eventuali sguardi critici della corte russa ed accampò quale pretesto l'incapacità di lasciare il coniuge. Luisa partì quindi con la sorella minore Federica alla volta di San Pietroburgo, dove arrivarono nell'autunno del 1792.
L'imperatrice russa fu deliziata da Luisa, trovando in lei un modello di bellezza, fascino e onestà. Quest'ultima, d'altro canto, era fortemente attratta da Alessandro, alto e attraente. Inizialmente, tuttavia, il futuro imperatore fu timido con Luisa, tanto che questa interpretò il suo comportamento come un giudizio negativo sulla sua persona. Presto tuttavia i due giovani si sentirono fortemente attratti l'uno dall'altra e Alessandro non tardò, incoraggiato dalla nonna, a dichiararsi. "Tu mi hai detto che tengo la felicità di una certa persona nelle mie mani" - gli scrisse Luisa - "se questo è vero, allora la sua felicità gli sarà assicurata per sempre... questa persona mi ama teneramente ed è da me ricambiata, e sarà la mia felicità... puoi stare certo che io ti amo più di quanto riesca a esprimere con le parole.” Si fidanzarono formalmente nel maggio del 1793.
La principessa di Baden imparò il russo, si convertì al credo ortodosso e acquisì il titolo di Granduchessa di Russia. Convertendosi, come era usuale, mutò il proprio nome da Luisa Maria ad Elisaveta Alekseevna. Il matrimonio venne celebrato nell'ottobre del 1793. “Questa è stata l'unione tra Psiche e Cupido”, scrisse a proposito di tale evento Caterina al principe di Ligne. Elisabetta aveva solo quattordici anni, il suo consorte quindici.

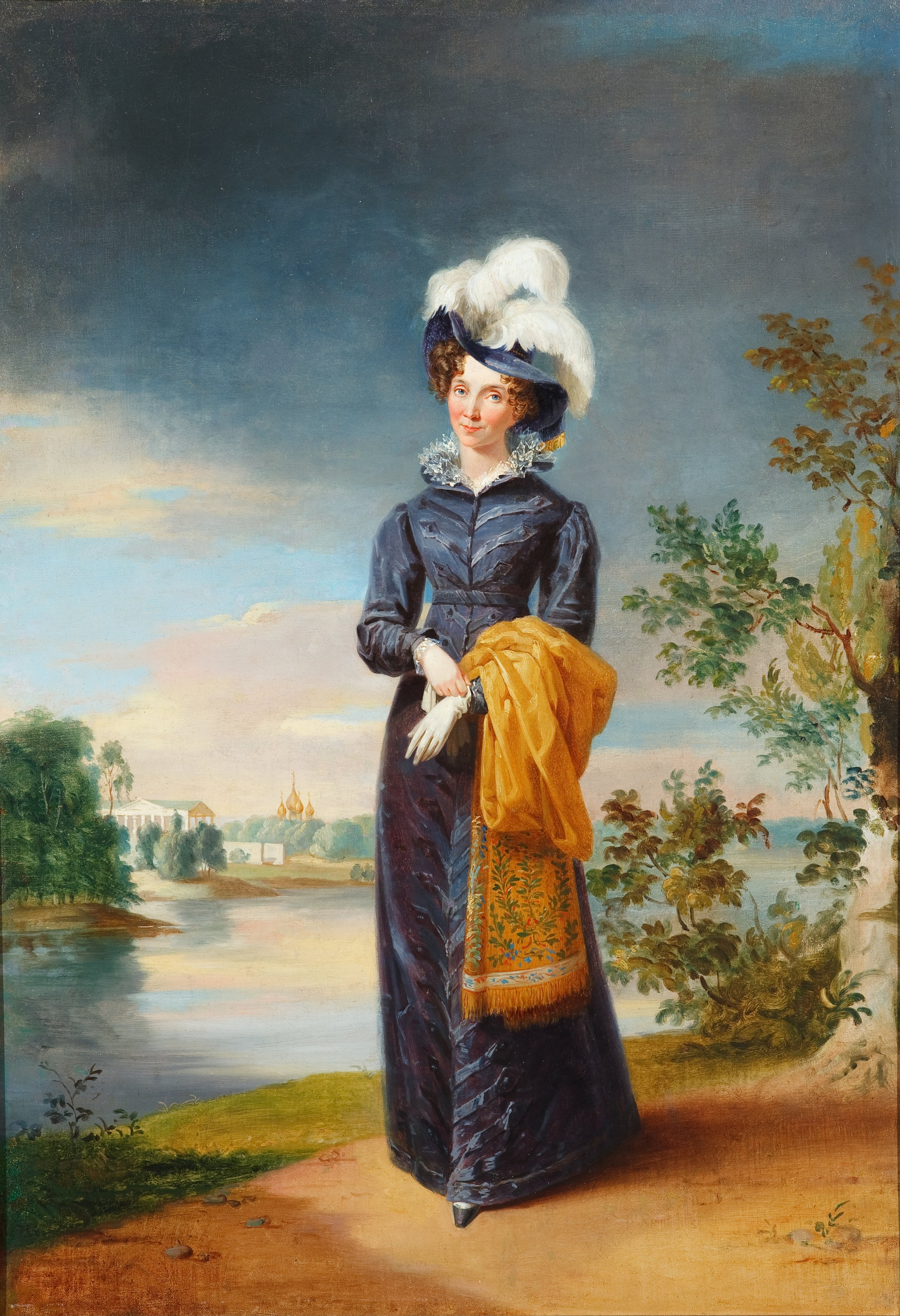
La granduchessa Elisaveta Alekseevna nel 1794

## Granduchessa di Russia
A causa della sua giovinezza e del suo carattere timido e riservato, Elisabetta non era affatto preparata alla sua nuova posizione. Era infatti oppressa dalla magnificenza della Corte russa e terrorizzata dagli spaventosi intrighi che con freddo calcolo venivano organizzati al suo interno. In particolare era scandalizzata dal fatto che le persone più altolocate giungevano a considerare l'adulterio come una innocente forma di divertimento. La stessa Caterina II, con le sue frequenti avventure amorose, aveva fatto sì che tali intrighi licenziosi fossero accettati e imitati da gran parte del suo seguito, al punto che il giovane amante dell'imperatrice, il principe Platon Zubov, tentò persino di sedurre la stessa Elisabetta.
La granduchessa si sentiva sempre più sola e malinconica, soprattutto dopo il ritorno della sorella Federica a Baden, rinchiusa in un ambiente ostile dove non era libera di essere se stessa neppure davanti ai servitori e alle dame di compagnia. La relazione sentimentale con Alessandro era la sua unica fonte di sollievo: "Senza mio marito che mi ama e mi rende felice sarei morta", scrisse alla madre dopo solo cinque mesi dal matrimonio.
I primi anni di matrimonio furono molto felici, ma senza figli, con grande disappunto dell'anziana Caterina, che morì nel novembre del 1796. Al trono salì allora Paolo I, durante il cui regno Elisabetta diradò ogni contatto con la cerchia imperiale. In particolare disapprovava l'ottusità del suocero e l'ingiustizia del suo modo di governare.
Nello stesso periodo le prime crepe del matrimonio fra Elisabetta e Alessandro iniziarono a manifestarsi. La natura romantica e sognatrice di Elisabetta non trovava infatti più sfogo nel consorte, che aveva iniziato a trascurarla, costringendola a cercare sollievo altrove. Trovò dapprima un rifugio dalla sua solitudine nell'amicizia con la contessa Golovina e, successivamente, iniziò una liaison romantica con il migliore amico del marito, il principe polacco Adam Kazimierz Czartoryski. La loro relazione perdurò per tre anni.
Dopo più di cinque anni di matrimonio, il 18 maggio del 1799, Elisabetta diede alla luce una figlia, Marija Aleksandrovna. A corte molti attribuirono la paternità al principe polacco e persino lo Zar non esitò, durante il battesimo, a far notare al figlio la stranezza che da due genitori biondi e con gli occhi azzurri fosse nata una bambina con capelli e occhi scuri. Elisabetta perse presto sia l'amante che la figlia. Czartoryski fu infatti inviato in una missione diplomatica all'estero e la piccola morì il 27 luglio 1800.

## Imperatrice Consorte di Tutte le Russie
La politica e i comportamenti dissennati dello zar Paolo furono i pretesti per un complotto mirante a sostituirlo sul trono di Russia con il figlio Alessandro. Elisabetta pare fosse bene a conoscenza di quel che si stava preparando a Corte, tanto che, la notte dell'assassinio dello zar, era a fianco del marito allo scopo di prestargli tutto il suo appoggio.
Una volta diventato imperatore, Elisabetta incoraggiò Alessandro a lasciarsi alle spalle il trauma causato dalla morte violenta del padre e a dedicare tutte le proprie forze al governo della Russia. Come imperatrice consorte fu gravata da nuovi obblighi nella vita di corte, ma il ruolo femminile più importante dell'Impero rimase appannaggio della suocera, Maria Fedorovna.
Dopo l'incoronazione i rapporti tra la coppia peggiorarono: Alessandro trattava la moglie in modo indifferente, sforzandosi di essere educato nei suoi confronti durante le cerimonie pubbliche e sopportando con un certo sforzo di condividere la stessa tavola durante i pasti. Elisabetta d'altro canto non fece nulla per riacquistare considerazione agli occhi del marito. Nel 1803 Alessandro iniziò una relazione amorosa con la principessa polacca Maria Czetwertynska, moglie del principe Dmitrij Naryškin, che durò per ben sedici anni. La nuova favorita non fece nulla per nascondere tale liaison, anzi faceva di tutto per poterla ostentare a corte.
Elisabetta riallacciò invece la relazione con Adam Czartorysky, che era tornato in Russia dopo l'ascesa al trono del nuovo imperatore. Tale rapporto tuttavia ebbe presto fine, poiché Elisabetta scelse come nuovo amante il conte Aleksej Ochotnikov. Tutta la corrispondenza tra l'imperatrice e il suo nuovo compagno (ed alcuni dei suoi diari) fu distrutta dallo zar Nicola I dopo la morte di quest'ultima.
La relazione con Ochotnikov ebbe una tragica fine quando, nel 1807, il capitano perì in un attentato organizzato contro di lui, secondo molti tra i suoi contemporanei, da Alessandro I o dal fratello di quest'ultimo, il granduca Konstantin Pavlovič Romanov.
Il 16 novembre 1806 Elisabetta diede alla luce una seconda figlia, la cui paternità, secondo le voci che giravano a Corte, avrebbe dovuta essere attribuita a Ochotnikov. Dopo la tragica morte di quest'ultimo la zarina si sentì oltremodo abbandonata e riversò tutta la propria tenerezza sulla figlia, che aveva chiamato con il suo stesso nome e soprannominato con affetto “Lisinka”. Quindici mesi dopo, la piccola granduchessa morì improvvisamente per un'infezione dentale mal curata. “Adesso”, scrisse Elisabetta alla madre, “non sono più buona per nulla a questo mondo, la mia anima non ha più la forza di riprendersi da quest'ultimo colpo.”
La morte della bambina ebbe tuttavia come effetto il riavvicinamento di marito e moglie. Anche se Elisabetta non era ancora trentenne, né lei né Alessandro volevano più avere figli.

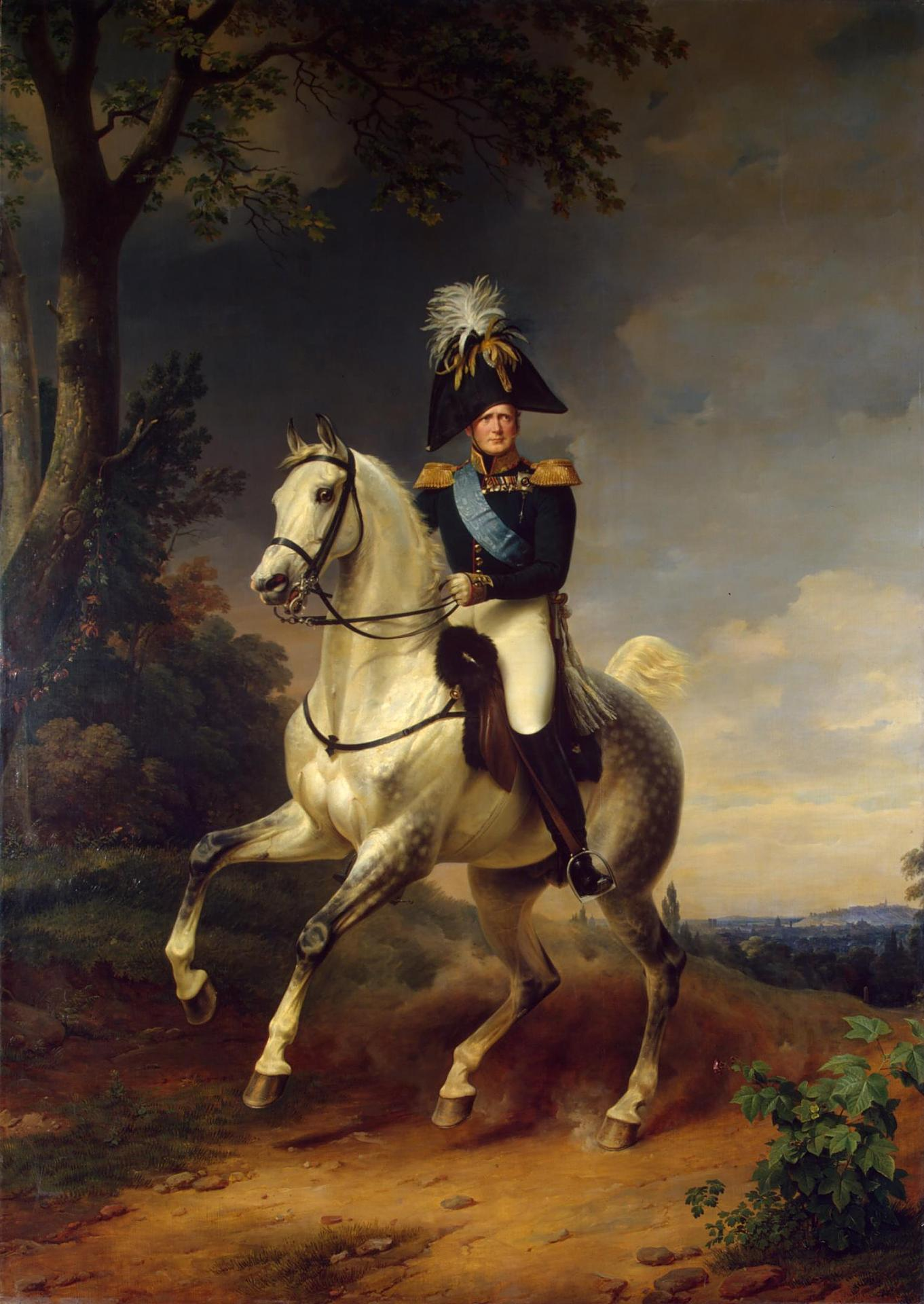
L'imperatore Alessandro I nel 1810

Durante le guerre napoleoniche Elisabetta Aleksejevna fu una strenua sostenitrice della politica del marito, come già lo era stata nelle precedenti crisi personali e politiche di quest'ultimo. Dopo la caduta di Napoleone Bonaparte si recò insieme ad Alessandro al Congresso di Vienna, dove incontrò il vecchio amante, Adam Czartorysky. Nonostante lui fosse ancora innamorato e le avesse perdonato l'infedeltà con Ochotnikov, il loro rapporto fu di breve durata.
Raggiunti i quarant'anni, la bellezza di Elisabetta svanì improvvisamente, così come le sue avventure extraconiugali, fatto che la riavvicinò ulteriormente al marito, che in quel periodo viveva numerose crisi spirituali. Nel 1819 Alessandro, infatti, abbandonandosi totalmente a una sorta di misticismo religioso, decise di troncare la propria relazione con Marija Naryškina. Da allora i due coniugi iniziarono a passare insieme gran parte del loro tempo e, ancora una volta, Elisabetta fu di grande supporto al sovrano quando questi perse la propria figlia naturale, Sophia, concepita in una relazione al di fuori del matrimonio. La riconciliazione fra i due suscitò la reazione stupita dell'intera Corte.
Dal 1825 la salute dell'imperatrice peggiorò e fu colpita con sempre maggiore frequenza da malattie ai nervi e all'apparato respiratorio. I dottori le raccomandarono allora di trasferirsi in un luogo più caldo e le suggerirono la città di Taganrog, sul Mar d'Azov. Non trovandosi a disposizione palazzi confortevoli, la coppia imperiale si trasferì in una modesta casa di quella città nell'ottobre dello stesso anno. Il 17 novembre Alessandro tornò da una visita in Crimea affetto da tifo esantematico, a causa del quale morì in dicembre, tra le braccia della moglie.
I medici sconsigliarono alla zarina il viaggio a San Pietroburgo per i funerali del marito, poiché il dolore per la perdita aveva aggravato il suo stato di salute. Quando Elisabetta iniziò il viaggio di ritorno verso la capitale, cadde in un tale stato di prostrazione fisica che fu costretta a fermarsi a Belëv, nell'odierno Oblast' di Tula. Alle quattro e mezza del mattino del 16 maggio 1826 la cameriera trovò Elisabetta morta nel proprio letto, stroncata da un attacco di cuore.

## Tratti fisici e personalità

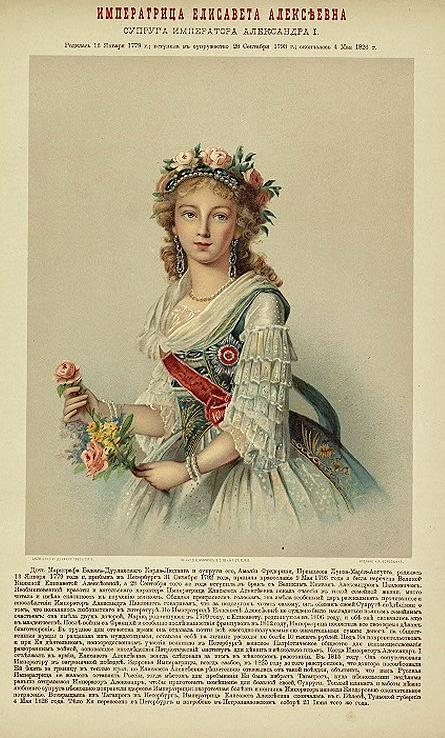
Ritratto giovanile di Elisabetta

Luisa si distingueva per i tratti angelici del suo viso e per la sua voce, calda e melodiosa. Aveva un volto perfettamente ovale e delicato, profilo greco, grandi occhi azzurri e capelli di un color biondo cenere che era solita tenere sciolti sulle spalle. Il suo portamento era elegante e regale.
Era timida, dolce, gentile e generosa. Di spiccata intelligenza, amava la lettura e le arti. Anche se non mancava di carattere, aveva tuttavia una personalità debole. Con pochi amici, amava la semplicità e la solitudine. Amò con fervore il marito e lo assistette durante le crisi personali e politiche; Alessandro tuttavia la trascurò presto, tanto che per gran parte della loro unione vissero in armonia intrattenendo di comune accordo relazioni sentimentali esterne.

## Il mistero della morte
La morte di Alessandro fu considerata da alcuni dei suoi contemporanei come una simulazione, allo scopo di sfuggire dalle proprie responsabilità e ritirarsi a vita ascetica. Così alcuni ritennero fermamente che lo zar non fosse affatto morto ma che, assunte le vesti di uno starec, Fëdor Kuzimič, si fosse ritirato a vita contemplativa presso Tomsk, in Siberia.
Analoga leggenda riferisce come anche la morte della zarina fosse solo una messa in scena per coprire il suo slancio mistico, che l'avrebbe portata a ritirarsi nel monastero di Syrkov, situato nei pressi di Novgorod, con il nome di Vera la Taciturna. Tra i sostenitori di questa tesi vi è chi fa notare come tra le celle dello stareta di Tomsk e della monaca vi fossero delle somiglianze stupefacenti e che, inoltre, Vera decise di farsi seppellire nei pressi della tomba di Alessandra Sciubina, nobildonna che aveva fatto da madrina a Elisabetta durante la cerimonia di conversione all'ortodossia della futura imperatrice.

## Ascendenza
|                                            |                                         |                                              | Genitori                                          |  |  | Nonni |  |  | Bisnonni                                       |  |  | Trisnonni                                       |  |
|                                            |                                         |                                              |                                                   |  |  |       |  |  | Federico, Principe Ereditario di Baden-Durlach |  |  | Carlo III Guglielmo, Margravio di Baden-Durlach |  |
|                                            |                                         |                                              |                                                   |  |  |       |  |  | Federico, Principe Ereditario di Baden-Durlach |  |  | Carlo III Guglielmo, Margravio di Baden-Durlach |  |
|                                            |                                         | Maddalena Guglielmina di Württemberg         |                                                   |  |  |       |  |  | Federico, Principe Ereditario di Baden-Durlach |  |  |                                                 |  |
| Carlo Federico, Granduca di Baden          |                                         |                                              |                                                   |  |  |       |  |  | Federico, Principe Ereditario di Baden-Durlach |  |  |                                                 |  |
|                                            |                                         | Principessa Amalia di Nassau-Dietz           | Giovanni Guglielmo Friso, Principe d'Orange       |  |  |       |  |  |                                                |  |  |                                                 |  |
|                                            |                                         | Principessa Amalia di Nassau-Dietz           | Giovanni Guglielmo Friso, Principe d'Orange       |  |  |       |  |  |                                                |  |  |                                                 |  |
|                                            |                                         | Principessa Amalia di Nassau-Dietz           | Langravia Maria Luisa d'Assia-Kassel              |  |  |       |  |  |                                                |  |  |                                                 |  |
| Carlo Luigi, Principe Ereditario di Baden  |                                         | Principessa Amalia di Nassau-Dietz           |                                                   |  |  |       |  |  |                                                |  |  |                                                 |  |
|                                            |                                         | Luigi VIII, Langravio d'Assia-Darmstadt      | Ernesto Luigi, Langravio d'Assia-Darmstadt        |  |  |       |  |  |                                                |  |  |                                                 |  |
|                                            |                                         | Luigi VIII, Langravio d'Assia-Darmstadt      | Ernesto Luigi, Langravio d'Assia-Darmstadt        |  |  |       |  |  |                                                |  |  |                                                 |  |
|                                            |                                         | Luigi VIII, Langravio d'Assia-Darmstadt      | Margravia Dorotea Carlotta di Brandeburgo-Ansbach |  |  |       |  |  |                                                |  |  |                                                 |  |
| Langravia Carolina Luisa d'Assia-Darmstadt |                                         | Luigi VIII, Langravio d'Assia-Darmstadt      |                                                   |  |  |       |  |  |                                                |  |  |                                                 |  |
|                                            |                                         | Contessa Carlotta di Hanau-Lichtenberg       | Giovanni Reinardo III, Conte di Hanau-Lichtenberg |  |  |       |  |  |                                                |  |  |                                                 |  |
|                                            |                                         | Contessa Carlotta di Hanau-Lichtenberg       | Giovanni Reinardo III, Conte di Hanau-Lichtenberg |  |  |       |  |  |                                                |  |  |                                                 |  |
|                                            |                                         | Contessa Carlotta di Hanau-Lichtenberg       | Margravia Dorotea Federica di Brandeburgo-Ansbach |  |  |       |  |  |                                                |  |  |                                                 |  |
| Principessa Luisa di Baden                 |                                         | Contessa Carlotta di Hanau-Lichtenberg       |                                                   |  |  |       |  |  |                                                |  |  |                                                 |  |
|                                            | Luigi VIII, Langravio d'Assia-Darmstadt | Ernesto Luigi, Langravio d'Assia-Darmstadt   |                                                   |  |  |       |  |  |                                                |  |  |                                                 |  |
|                                            | Luigi VIII, Langravio d'Assia-Darmstadt | Ernesto Luigi, Langravio d'Assia-Darmstadt   |                                                   |  |  |       |  |  |                                                |  |  |                                                 |  |
|                                            | Luigi VIII, Langravio d'Assia-Darmstadt | Dorotea Carlotta di Brandeburgo-Ansbach      |                                                   |  |  |       |  |  |                                                |  |  |                                                 |  |
| Luigi IX, Langravio d'Assia-Darmstadt      | Luigi VIII, Langravio d'Assia-Darmstadt |                                              |                                                   |  |  |       |  |  |                                                |  |  |                                                 |  |
|                                            |                                         | Contessa Carlotta di Hanau-Lichtenberg       | Giovanni Reinardo III, Conte di Hanau-Lichtenberg |  |  |       |  |  |                                                |  |  |                                                 |  |
|                                            |                                         | Contessa Carlotta di Hanau-Lichtenberg       | Giovanni Reinardo III, Conte di Hanau-Lichtenberg |  |  |       |  |  |                                                |  |  |                                                 |  |
|                                            |                                         | Contessa Carlotta di Hanau-Lichtenberg       | Dorotea Federica di Brandeburgo-Ansbach           |  |  |       |  |  |                                                |  |  |                                                 |  |
| Principessa Amalia d'Assia-Darmstadt       |                                         | Contessa Carlotta di Hanau-Lichtenberg       |                                                   |  |  |       |  |  |                                                |  |  |                                                 |  |
|                                            |                                         | Cristiano III, Conte Palatino di Zweibrücken | Cristiano II, Conte Palatino di Zweibrücken       |  |  |       |  |  |                                                |  |  |                                                 |  |
|                                            |                                         | Cristiano III, Conte Palatino di Zweibrücken | Cristiano II, Conte Palatino di Zweibrücken       |  |  |       |  |  |                                                |  |  |                                                 |  |
|                                            |                                         | Cristiano III, Conte Palatino di Zweibrücken | Contessa Caterina Agata di Rappoltstein           |  |  |       |  |  |                                                |  |  |                                                 |  |
| Contessa Palatina Carolina di Zweibrücken  |                                         | Cristiano III, Conte Palatino di Zweibrücken |                                                   |  |  |       |  |  |                                                |  |  |                                                 |  |
|                                            |                                         | Carolina di Nassau-Saarbrücken               | Luigi Crato, Conte di Nassau-Saarbrücken          |  |  |       |  |  |                                                |  |  |                                                 |  |
|                                            |                                         | Carolina di Nassau-Saarbrücken               | Luigi Crato, Conte di Nassau-Saarbrücken          |  |  |       |  |  |                                                |  |  |                                                 |  |
|                                            |                                         | Carolina di Nassau-Saarbrücken               | Filippina Enrichetta di Hohenlohe-Langenburg      |  |  |       |  |  |                                                |  |  |                                                 |  |
|                                            |                                         | Carolina di Nassau-Saarbrücken               |                                                   |  |  |       |  |  |                                                |  |  |                                                 |  |

## Curiosità
Attraverso sua sorella Carolina, la zarina Elisabetta è la prozia sia di Elisabetta di Baviera, imperatrice d'Austria, meglio nota come Sissi, sia dell'imperatore austriaco Francesco Giuseppe. Sempre attraverso la sorella è pro-prozia della regina d'Italia Margherita di Savoia e pro-pro-prozia di un'altra regina d'Italia, Maria José del Belgio.